# Ida Kamińska
Ida Kamińska Melman (Odessza, 1899. szeptember 4. – New York City, 1980. május 21.) Oscar-díjra jelölt zsidó származású színésznő. Lengyelország legnagyobb színészei között tartják számon. A jiddis nyelv jeles képviselője: fordított, írt és adaptációkat készített a jiddis színháznak. Ezenfelül rendező és producer is volt.

## Élete

### Családja
Édesapja, Abraham Izaak Kamiński, színész és rendező volt. Megvásárolta a Varsó központjában lévő színházat, amit 1935-ig tartottak fent, és az első olyan zsidó színháznak minősült, amely nemzetközi irodalmi műveket is színpadra adaptált. Édesanyját, Ester Rachel Kamińskát (született Halperin) a jiddis színház anyjának hívták, igazi legendává lett a közönség számára. Szülei az Orosz Birodalom területén turnéztak a színházi társulattal, mikor Ester Rachel világra hozta Idát Odesszában, a Theater Hotelben. Ida második gyermekként érkezett a Kamiński családba. Nővére, Regina ígéretes színésznőként indult, de korán elhunyt. Öccse, Józef, zenészi ambíciókat dédelgetett, és hegedűművész lett, majd Palesztinába emigrált, ahol az Izraeli Filharmonikus Zenekar első hegedűse lett. Józef a két világháború között zenét szerzett a jiddis színháznak Lengyelországban.

### A jiddis színház
Ida Kamińska ötévesen szerepelt először színpadon édesanyjával David Pinszkij jiddis író The Mother című drámájában. Apróbb szerepeket kapott a híres jiddis drámaszerző, Jacob Gordin gyerekszereplőket igénylő drámáiban, mint a Mirelle Efros, The Nameless, The Kreutzer Sonata és Without a Home. Korai debütálása ellenére Kamińska pszichiáter szeretett volna lenni, csak mikor pozitív visszajelzéseket kapott a színháztól, döntötte el, hogy marad. 1913-tól a Kamiński színház állandó tagja lett, és operettekben is előadott, főként Avram Goldfaden külön a jiddis színháznak szerzett műveiben. 1916-tól Kamińska már rendezett és fordított; első adaptációja Henry Bataille A balga szűz volt.
Az első világháború alatt a Kamiński társulat Minszkben, Kijevben és Odesszában turnézott; Kamińska 1921-ben tért vissza Varsóba. Akkor már férjnél volt, és megszületett kislánya, Ruth. 1922-ben férjével, Turkowval közösen vállalatot alapítottak, amiből 1924-ben a Varsói Jiddis Színház született meg. Kamińska a neves jiddis szerzők mellett (például Sólem An-Ski (Szemjon Akimovics An-szkij) és Sólem Aléchem) jobban koncentrált a nemzetközi szerzők műveire, mint a Karamazov testvérek (Dosztojevszkij), A párizsi Notre Dame és A nyomorultak (Victor Hugo), A hét akasztott (Leonyid Andrejev), A fösvény és A botcsinálta doktor (Molière), a Thérèse Raquin (Émile Zola), A revizor (Gogol), a Fuente Ovejuna (Lope de Vega), a Thirst (Eugene O’Neill) és a Fedora (Victorien Sardou). A lengyel irodalomból csak két alkotót választott: Gabriela Zapolska Maliczewska kisasszony és Jerzy Żuławsky The End of The Messiah. Kamińska a válása után egyedül igazgatta a színházat, és előadásokat szervezett, amelyekkel Lengyelországot járták. A két háború között jiddisre fordított, adaptációkat készített és szerepelt is Gogol, O'Neill, Romain Rolland és Eliza Orzeszkowa műveiben.

### A második világháború hatása
1939-ben a németek lebombázták Varsót: Kamińska színháza és az összes kézirata a lángok martaléka lett. Második férjével, Meir Melmannal, kislányával és hatvankét fős társulatával kelet felé vették az irányt, és az akkor szovjet fennhatóság alatt álló Lvivben leltek menedékre (lásd: Lviv városának történelme). Kamińskának rendezői posztot ajánlottak a Nyugat-ukrajnai Állami Jiddis Színházban, ahol az európai (Osztrovszkij, Louis Verneuil) és jiddis (Goldfaden, I. L. Peretz, Gorgyin) irodalom mellett magyar szerzeményeket is színpadra állított (Csiky Gergely).
Mikor Németország megtámadta a Szovjetuniót, a társulat továbbállt Lvivből. Kamińska Kirgizisztánban, Frunze városában adott életet fiának, Victornak, és nyolc már egyszer elkészült szövegkönyvet állított ki újra emlékezetből. A háború végéig Moszkvában maradtak; Kamińska 1946-ban tért vissza Lengyelországba lánya, Ruth nélkül. Ruth-t tíz évre Szibériába küldték, férje, a jazzmuzsikus Adi Rosner, tizenöt évet töltött egy gulagtáborban. A házaspár gyermeke árvaházba került. 1953-ban felmentették őket, de Ruth csak 1956-ban térhetett ismét haza.
A háború után Lengyelországban két jiddis színház maradt, egy Łódźban, egy pedig Wrocławban. Kamińska az igazgatása alá vette őket, és hamarosan a két színház egyesült Ester Rachel Kamińska Színház néven, bázisául Varsót kijelölve. A színház máig működik Ester Rachel és Ida Kamińska Színház néven; programját lengyel és jiddis művekből állítják össze. Kamińska állandó eszköze lett a zsidó természet ábrázolása, programjának feléből nem maradhatott ki. Az ötvenes évekre a lengyel zsidóság képviselőjének tartották; sorra érdemelte ki az állami kitüntetéseket. Sikerét csak lányának, Ruth-nak, balsorsa árnyékolta be. Anyai szívbánatát és búját a színpadon közvetítette; ebben az időben játszotta el egyik legelismertebb szerepét, Bertolt Brecht Kurázsi mamáját.

### Új világ
Habár Kamińska filmjeinek listája nyúlfarknyi, mindenképp említésre méltó. Első filmszerepeit az 1910-es évek elején játszotta. A kritika pozitívan nyilatkozott az 1924-es Tkies khaf (angol fordításban A Vilna Legend) és az 1939-es On a heym (Without a Home) alakításáról. Nemzetközi ismertségre tett szert, mikor megkapta a zsidó Rozalia Lautmann (néni) szerepét, akit magával ragad a holokauszt, a csehszlovák Üzlet a korzón című filmben. Színészi játékát Oscar-díjra és Golden Globe-díjra jelölték, valamint az 1965-ös cannes-i filmfesztiválon külön dicséretben részesítették.
1968-ban Kamińska elhagyta Lengyelországot, és sosem tért vissza. Az időszakot az antiszemitizmus lengte át, és az állapotok miatt az Egyesült Államokba emigrált, követve több színházi kollégájának példáját. „Abban a pillanatban jöttem rá, hogy már nincs maradásom Lengyelországban” – írta Kamińska emlékirataiban. Kísérletet tett, hogy Amerikában és Izraelben is létrehozzon egy jiddis színházat, de az egyik állam kultúrákkal távolabb állt Kamińska hagyományos, szentimentalista stílusától, a másik állam pedig csak nem kívánta azt meghonosítani.
„Már nem először történik meg velem, hogy a nulláról kell újrakezdenem az életemet (...), de nincs munkám, se otthonom, se hazám” – írta naplójában. Életrajzát 1973-ban jelentette meg My Life, My Theater címmel. 1980-ban hunyt el New Yorkban.

## Filmográfia
| Év   | Cím                        | Szerep                                                             |
| ---- | -------------------------- | ------------------------------------------------------------------ |
| 1912 | Mirele Efros (rövidfilm)   | Szlojmele                                                          |
| 1913 | Gots shtrof (rövidfilm)    | n.a                                                                |
| 1916 | Zayn vaybs man (rövidfilm) | Bela Baskim                                                        |
| 1924 | Tkies khaf                 | Rachel Kronenberg                                                  |
| 1939 | On a heym                  | Bas Szewa                                                          |
| 1948 | Ulica Graniczna            | Helena (nincs a stáblistán)                                        |
| 1965 | Üzlet a korzón             | Rozalia Lautmann, Lautmann-né/néni (magyar hangja Pártos Erzsébet) |
| 1967 | Czarnia suknia             | Karola Orlowska                                                    |
| 1970 | Levine, az angyal          | Fanny Mishkin                                                      |

## Díjak és jelölések
- 1965: cannes-i filmfesztivál: külön dicséret – Üzlet a korzón
- 1967: Oscar-díj a legjobb női főszereplőnek (jelölés) – Üzlet a korzón
- 1967: Golden Globe-díj a legjobb női főszereplőnek – filmdráma (jelölés) – Üzlet a korzón